# Estadio municipal de Castillo del Romeral
El estadio municipal de Castillo del Romeral es el estadio del Castillo Club de Fútbol, club de la localidad de Castillo del Romeral en el municipio de San Bartolomé de Tirajana (Las Palmas) España. Se inauguró en 2001 y su capacidad es de 1000 espectadores. Tiene césped artificial.

## Instalaciones
- 4 vestuarios completos, vestuarios para árbitros y entrenadores
- Gimnasio
- Sala de prensa
- 6 cabinas para medios de comunicación
- Sala de trofeos
- Oficinas del club
- Baños para el público
- Marcador electrónico
- Megafonía
- Bar restaurante